# Verbascum fridae
Verbascum fridae är en flenörtsväxtart som beskrevs av Svante Samuel Murbeck. Verbascum fridae ingår i släktet kungsljus, och familjen flenörtsväxter. Inga underarter finns listade i Catalogue of Life.